# Campeonato Gaúcho de Futebol Americano de 2011
O Campeonato Gaúcho de Futebol Americano 2011 foi o II Campeonato Estadual de Futebol Americano do Rio Grande do Sul (3º Torneio de Futebol Americano do Rio Grande do Sul), e última na modalidade 'nopads', foi organizado pelos clubes e contou com a participação de 3 equipes.

## A Edição 2011
A Edição de 2011 do Campeonato Gaúcho de Futebol Americano contaria com a participação de quatro equipes das seis que disputaram a edição de 2010, e sem a entrada de novas equipes. As equipes do Santa Cruz do Sul Chacais e do Porto Alegre Pumpkins desistiram da participação no torneio pois migraram para a "modalidade fullpads", onde os atletas jogam com equipamentos de proteção para os ombros e capacete, e disputam a LBFA 2011.
No dia 5 de março de 2011, oito dias antes de sua estréia no campeonato contra o time de Porto Alegre, a equipe de Bagé anunciou o fim do time, e consequente desistência da participação no campeonato de 2011. No dia 14 de março de 2011 a equipe do Esteio Buriers anunciou o fim de suas atividades para se fundirem ao Porto Alegre Pumpkins.
Para participar no lugar das equipes desistentes foram convidadas as equipes do Pelotas Razers e Passo Fundo Mavericks. Assim que foi confirmada a participação da equipe de Pelotas o campeonato pôde tomar forma.
Essa edição do campeonato não possuiu final, pois a equipe do Porto Alegre Bulls foi obrigada a desistir da competição por questões financeiras, dando o título, por W.O. à equipe do Santa Maria Soldiers

## Equipes de 2011
- Porto Alegre Bulls

- Santa Maria Soldiers

- Pelotas Razers

| 1 | Santa Maria Soldiers | 4 | 0 | 105 | 18  | 87   | 2-0 | 2-0 | 4V |
| 2 | Porto Alegre Bulls   | 2 | 2 | 149 | 45  | 104  | 1-1 | 1-1 | 2V |
| 3 | Pelotas Razers       | 0 | 4 | 25  | 216 | -191 | 0-2 | 0-2 | 4D |

|  |                       |
|  | Classificados à Final |

## Temporada Regular
| Data        | Mandante             | Placar   | Visitante            | Local        |
| ----------- | -------------------- | -------- | -------------------- | ------------ |
| 10 de Abril | Santa Maria Soldiers | 20 - 18  | Porto Alegre Bulls   | Santa Maria  |
| 1 de Maio   | Pelotas Razers       | 00 - 35  | Santa Maria Soldiers | Pelotas      |
| 15 de Maio  | Porto Alegre Bulls   | 82 - 12  | Pelotas Razers       | Porto Alegre |
| 29 de Maio  | Pelotas Razers       | 13 - 49  | Porto Alegre Bulls   | Pelotas      |
| 19 de Junho | Santa Maria Soldiers | 50 - 00  | Pelotas Razers       | Santa Maria  |
| 26 de junho | Porto Alegre Bulls   | W.O - 00 | Santa Maria Soldiers | Porto Alegre |

## Gaúcho Bowl III
Final do Campeonato
|  | Santa Maria Soldiers | 00 – W.O. | Porto Alegre Bulls | Partida não disputada |
|  |                      |           |                    |                       |

## Campeão
| Campeão Gaúcho 2011 Gaúcho Bowl II |
| ---------------------------------- |
| Santa Maria Soldiers Campeão       |

## Classificação final
| Equipes | Equipes              | (Vitórias-Derrotas-Empates) | (Vitórias-Derrotas-Empates) |
| ------- | -------------------- | --------------------------- | --------------------------- |
| 1       | Santa Maria Soldiers | (5-0-0)                     |                             |
| 2       | Porto Alegre Bulls   | (2-3-0)                     |                             |
| 3       | Pelotas Razers       | (0-4-0)                     |                             |